# Абдуллаєв Хабіб Мухамедович
 Хабі́б Мухаме́дович Абдулла́єв (узб. Habib Abdullayev; 31 липня 1912, кишлак Араван, тепер Араванського району Ошської області, Киргизстан  — 20 червня 1962, місто Ташкент, тепер Узбекистан) — радянський узбецький державний діяч, геолог, президент Академії наук Узбецької РСР, заступник голови Ради народних комісарів (з 1946 року — Ради міністрів) Узбецької РСР. Депутат Верховної Ради СРСР 5-го скликання. Доктор геолого-мінералогічних наук, професор, член-кореспондент Академії наук Узбецької РСР (з 1943), академік Академії наук Узбецької РСР (з 1947), член-кореспондент Академії наук СРСР (з 1958).

## Життєпис
Народився в селянській родині.
У 1935 році закінчив Середньоазіатський індустріальний інститут.
З 1936 по 1939 рік навчався в аспірантурі та викладав у Московському геологорозвідувальному інституті. У 1939 році у цьому ж закладі захистив кандидатську дисертацію на тему «Геологія та генезис лангарського вольфрамового родовища».
З 1939 по 1940 рік — доцент кафедри корисних копалин гірничого факультету, в 1940—1941 роках — директор Середньоазіатського індустріального (політехнічного) інституту в Ташкенті.
Член ВКП(б) з 1941 року.
З 1941 року — завідувач промислового відділу ЦК КП(б) Узбекистану
У 1941—1948 роках — заступник голови Ради народних комісарів (з 1946 року — Ради міністрів) Узбецької РСР — голова Держплану Узбецької РСР.
У 1946 захистив докторську дисертацію на тему «Геологія шеєлітових скарнів Середньої Азії».
З 1947 по 1949 був директором Інституту геології Академії наук Узбецької РСР.
У 1947—1952 роках — віцепрезидент Академії наук Узбецької РСР.
У 1952—1955 роках — голова відділення технічних та геологохімічних наук Академії наук Узбецької РСР.
У 1955 — 16 жовтня 1956 року — заступник голови Ради міністрів Узбецької РСР.
У 1956—1962 роках — президент Академії наук Узбецької РСР.
Помер 20 червня 1962 року в Ташкенті. Похований на Чигатайському цвинтарі Ташкенту.

## Наукова діяльність
Автор 180 наукових праць, у тому числі 8 монографій. Підготував 7 докторів та 28 кандидатів, з яких 9 стали докторами та 1 — академіком. Член Мінералогічного товариства Великобританії та Ірландії (1960) та Геологічного товариства Франції (1960).
Працював у галузі теорії виникнення магматичних порід та рудних родовищ. Показав вікове ковзання всіх геологічних процесів із півночі на південь, багатоетапність рудоутворення, багатоярусність його джерел; порушив питання ролі ефузивних порід у процесі рудоутворення та важливості кількісної характеристики порід. Розробив класифікація рудно-петрографічних провінцій усієї земної кулі. Під його керівництвом створювалися перші схеми тектономагматичних комплексів та металогенічні схеми Тянь-Шаню та Паміру, карти Чаткало-Курамінського регіону.
Основні праці:
- До парагенези найголовніших гіпогенних мінералів Лянгарського родовища (1942)
- Геологія шеелітоносних скарнів Середньої Азії (1947)
- Нарис з металогенії Середньої Азії (залізо, вольфрам, олово) (1949)
- Генетичний зв'язок оруднення з гранітоїдними інтрузіями (1954)
- Дайки та оруднення (1957)
- Магматизм та оруднення Середньої Азії (1960)
- Рудно-петрографічні провінції (1964)
- Збірка творів. У 7-ми томах

## Нагороди
- орден Леніна
- два ордени Трудового Червоного Прапора
- три ордени Червоної Зірки
- орден «Знак Пошани»
- орден «Буюк хізматларі учун» (За видатні заслуги) (Узбекистан) (23.08.2002, посмертно)
- медалі
- Ленінська премія (1959) — за наукові праці про роль гранітоїдів у постмагматичному рудоутворенні